# Liste der Baudenkmale in Moringen
In der Liste der Baudenkmale in Moringen sind alle Baudenkmale der niedersächsischen Gemeinde Moringen (Landkreis Northeim) aufgelistet. Der Stand der Liste ist der 10. November 2020.

## Allgemein
Der Ort Moringen wurde im Anfang des 11. Jahrhunderts erstmals urkundlich erwähnt.
In den Spalten befinden sich folgende Informationen:
- Lage: die Adresse des Baudenkmales und die geographischen Koordinaten. Kartenansicht, um Koordinaten zu setzen. In der Kartenansicht sind Baudenkmale ohne Koordinaten mit einem roten Marker dargestellt und können in der Karte gesetzt werden. Baudenkmale ohne Bild sind mit einem blauen Marker gekennzeichnet, Baudenkmale mit Bild mit einem grünen Marker.
- Bezeichnung: Bezeichnung des Baudenkmales
- Beschreibung: die Beschreibung des Baudenkmales. Unter § 3 Abs. 2 NDSchG werden Einzeldenkmale und unter § 3 Abs. 3 NDSchG Gruppen baulicher Anlagen und deren Bestandteile ausgewiesen.
- ID: die Objekt-ID des Baudenkmales
- Bild: ein Bild des Baudenkmales, ggf. zusätzlich mit einem Link zu weiteren Fotos des Baudenkmals im Medienarchiv Wikimedia Commons. Wenn man auf das Kamerasymbol klickt, können Fotos zu Baudenkmalen aus dieser Liste hochgeladen werden:

## Behrensen
Der Ort wurde ds erste Mal im Jahre 1022 erwähnt. Der Ort lag vor den Zerstörungen im 15. Jahrhundert weiter nördlich.

### Gruppe: Ortskern Behrensen
Die Gruppe „Ortskern Behrensen“ hat die ID 33540518.

| Lage                                           | Bezeichnung              | Beschreibung | ID       | Bild           |
| ---------------------------------------------- | ------------------------ | --- | -------- | -------------- |
| An der Kapelle 1 51° 39′ 23″ N, 9° 54′ 13″ O   | Wohnhaus                 | | 33696131 |                |
| An der Kapelle 3 51° 39′ 23″ N, 9° 54′ 12″ O   | Wohnhaus                 | | 33696168 |                |
| Behrenser Straße 51° 39′ 23″ N, 9° 54′ 11″ O   | Kapelle                  | 1870 errichtete Sandsteinkapelle in gotisierender Formsprache. Am Westgiebel ist ein ebenfalls aus Sandstein errichteter auffälliger Rundturm angebaut, im Osten ein Polygonalchor. | 33696274 | Weitere Bilder |
| Behrenser Straße 4 51° 39′ 25″ N, 9° 54′ 11″ O | Wohnhaus                 | | 33696394 |                |
| Behrenser Straße 10 51° 39′ 24″ N, 9° 54′ 9″ O | Wohn-/Wirtschaftsgebäude | | 33696505 |                |

### Einzeldenkmale
| Lage                                         | Bezeichnung | Beschreibung | ID       | Bild |
| -------------------------------------------- | ----------- | ------------ | -------- | ---- |
| Schmiedestraße 2 51° 39′ 25″ N, 9° 54′ 15″ O | Wohnhaus    |              | 33696945 |      |

## Blankenhagen
In Blankenhagen sind keine Baudenkmale verzeichnet.

## Fredelsloh

### Gruppe: Stiftskirche und Amtshaus
Die Gruppe „Stiftskirche und Amtshaus“ hat die ID 41566268.

| Lage                                     | Bezeichnung    | Beschreibung | ID       | Bild           |
| ---------------------------------------- | -------------- | ------------ | -------- | -------------- |
| Klosterhof 51° 44′ 10″ N, 9° 47′ 28″ O   | Kirche         |              | 33700988 | Weitere Bilder |
| Klostergut 1 51° 44′ 10″ N, 9° 47′ 25″ O | Amtshaus       |              | 33701033 |                |
| Klosterhof 51° 44′ 11″ N, 9° 47′ 25″ O   | Mauer          |              | 33701429 | BW             |
| Klosterhof 51° 44′ 11″ N, 9° 47′ 27″ O   | Mauer          |              | 41566531 | BW             |
| Klosterhof 51° 44′ 11″ N, 9° 47′ 28″ O   | Kriegerdenkmal |              | 33701012 |                |
| Klosterhof 51° 44′ 10″ N, 9° 47′ 29″ O   | Mauer          |              | 41566514 | BW             |

### Gruppe: Am Kapellenbrunnen
Die Gruppe „Am Kapellenbrunnen“ hat die ID 33540543.

| Lage                                             | Bezeichnung              | Beschreibung   | ID       | Bild |
| ------------------------------------------------ | ------------------------ | -------------- | -------- | ---- |
| Am Kapellenbrunnen 4 51° 44′ 10″ N, 9° 47′ 31″ O | Wohnhaus                 |                | 33700124 |      |
| Am Kapellenbrunnen 6 51° 44′ 10″ N, 9° 47′ 33″ O | Wohnhaus                 |                | 33700163 |      |
| Am Kapellenbrunnen 6 51° 44′ 10″ N, 9° 47′ 33″ O | Scheune/Stall            |                | 33701567 | BW   |
| Am Kapellenbrunnen 8 51° 44′ 10″ N, 9° 47′ 35″ O | Wohnhaus                 | Doppelwohnhaus | 33700201 |      |
| Am Kapellenbrunnen 51° 44′ 10″ N, 9° 47′ 34″ O   | Brunnenhaus              |                | 33700088 |      |
| Am Kapellenbrunnen 8 51° 44′ 10″ N, 9° 47′ 35″ O | Wohnhaus                 |                | 33700223 | BW   |
| Am Kapellenbrunnen 9 51° 44′ 11″ N, 9° 47′ 32″ O | Wohnhaus                 |                | 33700276 | BW   |
| Am Nonnenbach 8 51° 44′ 9″ N, 9° 47′ 34″ O       | Wohn-/Wirtschaftsgebäude |                | 33700342 | BW   |
| Am Nonnenbach 8 51° 44′ 9″ N, 9° 47′ 35″ O       | Stall                    |                | 33700363 | BW   |

### Gruppe: Bollweg 6, 8, 10
Die Gruppe „Bollweg 6, 8, 10“ hat die ID 33540581.

| Lage                                 | Bezeichnung    | Beschreibung | ID       | Bild |
| ------------------------------------ | -------------- | ------------ | -------- | ---- |
| Bollweg 6 51° 43′ 57″ N, 9° 47′ 3″ O | Villa          |              | 33700451 |      |
| Bollweg 8 51° 43′ 58″ N, 9° 47′ 3″ O | Wohnhaus       |              | 33700491 |      |
| Bollweg 6 51° 43′ 58″ N, 9° 47′ 2″ O | Parkgrundstück |              | 33701588 |      |

### Gruppe: Gasse 13, 15, 16, 18, 20
Die Gruppe „Hofanlage in Moringen“ hat die ID 31036318.

| Lage                                | Bezeichnung              | Beschreibung | ID       | Bild |
| ----------------------------------- | ------------------------ | ------------ | -------- | ---- |
| Gasse 13 51° 44′ 2″ N, 9° 47′ 30″ O | Wohnhaus                 |              | 33700773 |      |
| Gasse 15 51° 44′ 3″ N, 9° 47′ 31″ O | Wohn-/Wirtschaftsgebäude |              | 33700812 |      |
| Gasse 16 51° 44′ 1″ N, 9° 47′ 28″ O | Wohn-/Wirtschaftsgebäude |              | 33700833 | BW   |
| Gasse 18 51° 44′ 1″ N, 9° 47′ 29″ O | Wohn-/Wirtschaftsgebäude |              | 33700854 |      |
| Gasse 20 51° 44′ 1″ N, 9° 47′ 30″ O | Wohnhaus                 |              | 33700875 | BW   |
| Gasse 24 51° 44′ 2″ N, 9° 47′ 32″ O | Wohn-/Wirtschaftsgebäude |              | 33700914 |      |

### Einzelbaudenkmale
| Lage                                        | Bezeichnung              | Beschreibung | ID       | Bild |
| ------------------------------------------- | ------------------------ | --- | -------- | ---- |
| Am Thie 51° 44′ 5″ N, 9° 47′ 24″ O          | Gefallenendenkmal        | | 33700400 |      |
| Am Hainberg 8 51° 44′ 12″ N, 9° 47′ 21″ O   | Wohn-/Wirtschaftsgebäude | | 33700002 |      |
| Am Hainberg 17 51° 44′ 14″ N, 9° 47′ 23″ O  | Wohn-/Wirtschaftsgebäude | | 33700053 |      |
| Deichstraße 4 51° 44′ 5″ N, 9° 47′ 19″ O    | Wohn-/Wirtschaftsgebäude | | 33700543 |      |
| Deichstraße 10 51° 44′ 5″ N, 9° 47′ 17″ O   | Wohnhaus                 | | 33700610 |      |
| In der Briege 51° 44′ 1″ N, 9° 46′ 47″ O    | Dieße-Brücke             | Sandsteinbogenbrücke der Straße „In der Briege“ über die Dieße am Westrand von Fredelsloh. Erbaut im Zuge der Verkoppelung im letzten Drittel des 19. Jahrhunderts. | 33700949 |      |
| Kampweg 2 51° 44′ 10″ N, 9° 47′ 40″ O       | Ziegelei                 | | 33700969 |      |
| Sollingstraße 51° 44′ 7″ N, 9° 47′ 20″ O    | Brunnenhaus              | | 33701168 | BW   |
| Sollingstraße 41 51° 44′ 6″ N, 9° 47′ 13″ O | Wohn-/Wirtschaftsgebäude | | 33701291 | BW   |
| Zum Strahlenkamp 51° 44′ 2″ N, 9° 47′ 10″ O | Dieße-Brücke             | Sandsteinbogenbrücke der Straße „Zum Strahlenkamp“ über die Dieße. Erbaut in der ersten Hälfte des 19. Jahrhunderts aus sorgfältig behauenen Sandsteinquadern.      | 33701483 |      |

## Großenrode
Das Dorf wird bereits 978 als „Nuwenrode“ erwähnt. Seit Ende des 14. Jahrhunderts wird es Großenrode genannt. Ein Pfarrdorf war der Ort seit 1276, obwohl die Kirche erst im 18. Jahrhundert entstand.

### Gruppe: Thie Großenrode
Die Gruppe „Thie Großenrode“ hat die ID 33540646.

| Lage                                 | Bezeichnung | Beschreibung | ID       | Bild |
| ------------------------------------ | ----------- | ------------ | -------- | ---- |
| Thieplatz 51° 40′ 4″ N, 9° 54′ 19″ O | Thie        |              | 33697923 |      |

### Gruppe: Pfingstanger 2
Die Gruppe „Pfingstanger 2“ hat die ID 3540841.

| Lage                                         | Bezeichnung              | Beschreibung                                                 | ID       | Bild |
| -------------------------------------------- | ------------------------ | ------------------------------------------------------------ | -------- | ---- |
| Am Pfingstanger 2 51° 40′ 4″ N, 9° 54′ 24″ O | Wohn-/Wirtschaftsgebäude | Das Wohnhaus wurde in der Mitte des 18. Jahrhunderts erbaut. | 33697159 | BW   |
| Am Pfingstanger 2 51° 40′ 4″ N, 9° 54′ 25″ O | Scheune                  |                                                              | 33697186 | BW   |

### Gruppe: Mitteldorfstr. 2/Zum Scheerenberg 9
Die Gruppe hat die ID 33540658.

| Lage                                           | Bezeichnung | Beschreibung                                                                             | ID       | Bild |
| ---------------------------------------------- | ----------- | ---------------------------------------------------------------------------------------- | -------- | ---- |
| Zum Scheerenberg 9 51° 40′ 10″ N, 9° 54′ 25″ O | Wohnhaus    | Der Hof mit der Scheune und dem Wohnhaus wurde in der Mitte des 19. Jahrhunderts erbaut. | 33698087 | BW   |
| Zum Scheerenberg 9 51° 40′ 11″ N, 9° 54′ 24″ O | Scheune     |                                                                                          | 33698114 | BW   |

### Gruppe: Großenroder Str. 1
| Lage                                            | Bezeichnung  | Beschreibung                    | ID       | Bild |
| ----------------------------------------------- | ------------ | ------------------------------- | -------- | ---- |
| Großenroder Straße 1 51° 40′ 4″ N, 9° 54′ 20″ O | Wohnhaus     | Das Wohnhaus wurde 1889 erbaut. | 3697239  | BW   |
| Großenroder Straße 1 51° 40′ 4″ N, 9° 54′ 21″ O | Stallscheune |                                 | 33697284 | BW   |
| Großenroder Straße 1 51° 40′ 4″ N, 9° 54′ 21″ O | Scheune      |                                 | 33697264 | BW   |

### Gruppe: Kirchhof Großenrode
Die Gruppe hat die ID 33540620.

| Lage                                         | Bezeichnung              | Beschreibung | ID       | Bild           |
| -------------------------------------------- | ------------------------ | --- | -------- | -------------- |
| Mitteldorfstraße 51° 40′ 11″ N, 9° 54′ 31″ O | Pfarrkirche St. Johannis | Die Kirche ist ein verputzter Bruchsteinbau mit Sandsteingliederungen. Erbaut wurde die Kirche im Jahre 1740. Auf der Westseite des Walmdaches befindet sich ein oktogonaler Dachreiter. Im Westteil befindet sich die angegliederter Familiengruft der Patronatsfamilie von Hardenberg. Der Innenraum ist in drei Teilen gegliedert, der mittlere Teil trägt eine Halbkreistonne. | 33697371 | Weitere Bilder |
| 51° 40′ 11″ N, 9° 54′ 30″ O                  | Kirchhof                 | | 33699864 | BW             |

### Gruppe: Pfarrhof Mitteldorfstraße 22
Die Gruppe hat die ID 33540879.

| Lage                                            | Bezeichnung | Beschreibung | ID       | Bild |
| ----------------------------------------------- | ----------- | ------------ | -------- | ---- |
| Mitteldorfstraße 22 51° 40′ 10″ N, 9° 54′ 33″ O | Pfarrhaus   |              | 33697719 |      |
| Mitteldorfstraße 22 51° 40′ 9″ N, 9° 54′ 33″ O  | Backhaus    |              | 33697764 |      |
| Zum Scheerenberg 51° 40′ 9″ N, 9° 54′ 35″ O     | Pfarrgarten |              | 33697744 |      |

### Gruppe: Mörliehäuser Str. 6 (Eh. Gutshof)
Die Id des Gruppendenkmales Mörliehäuser Str. 6 (Eh. Gutshof) ist 33540635.

| Lage                                             | Bezeichnung | Beschreibung | ID       | Bild |
| ------------------------------------------------ | ----------- | --- | -------- | ---- |
| Mörliehäuser Straße 6 51° 40′ 7″ N, 9° 54′ 15″ O | Herrenhaus  | Das Herrenhaus wurde in der Mitte des 18. Jahrhunderts erbaut. Es ist ein schlichter Bau mit zwei Geschossen und fünf Fensterachsen. In der mittleren Achse befindet sich der Eingang, vor dem Eingang befindet sich ein Freitreppe. Die Fenster haben Sandsteineinfassungen, an der Ecke befinden sich Eckquaderungen. Das Dach ist ein Krüppelwalmdach. | 33697831 |      |
| Mörliehäuser Straße 6 51° 40′ 6″ N, 9° 54′ 16″ O | Scheune     | Die ehemalige Zehntscheune ist Teil eines ehemaligen größeren Wirtschaftshofes. Der massive Südgiebel ist der Rest einer Getreidescheune, die bereits im 19. Jahrhundert abgerissen wurde. | 33697878 | BW   |

### Einzeldenkmale
| Lage                                          | Bezeichnung              | Beschreibung | ID       | Bild |
| --------------------------------------------- | ------------------------ | ------------ | -------- | ---- |
| Mitteldorfstraße 3 51° 40′ 6″ N, 9° 54′ 23″ O | Wohnhaus                 |              | 33697524 | BW   |
| Mitteldorfstraße 4 51° 40′ 5″ N, 9° 54′ 25″ O | Scheune                  |              | 33697631 | BW   |
| Mitteldorfstraße 4 51° 40′ 6″ N, 9° 54′ 25″ O | Scheune                  |              | 33697611 | BW   |
| Zum Scherrenberg 5 51° 40′ 9″ N, 9° 54′ 23″ O | Wohn-/Wirtschaftsgebäude |              | 33697982 | BW   |

## Lutterbeck
Lutterbeck wurde das erste Mal 1275 urkundlich erwähnt. Es liegt etwa 3 Kilometer nordwestlich von Moringen. In der zweiten Hälfte des 15. Jahrhunderts wurde Lutterbeck zerstört und fiel wüst. Im 16. Jahrhundert wurde das Dorf wieder aufgebaut, allerdings wurde es im Dreißigjährigen Krieg wieder fast vollständig zerstört.

### Einzelbaudenkmale
| Lage                                        | Bezeichnung              | Beschreibung                                                                                                | ID       | Bild           |
| ------------------------------------------- | ------------------------ | --- | -------- | -------------- |
| Lindenstraße 51° 43′ 16″ N, 9° 50′ 12″ O    | Kapelle                  | Evangelische Kapelle St. Georg, erbaut 1736 als schlichter Putzbau anstelle einer mittelalterlichen Kapelle | 33698341 | Weitere Bilder |
| Lindenstraße 12 51° 43′ 17″ N, 9° 50′ 12″ O | Wohnhaus                 | das Gebäude wurde abgerissen                                                                                | 33698400 | BW             |
| Lindenstraße 15 51° 43′ 20″ N, 9° 50′ 7″ O  | Wohn-/Wirtschaftsgebäude | das Gebäude wurde abgerissen                                                                                | 33698419 | BW             |
| Hauptstraße 51° 43′ 20″ N, 9° 50′ 9″ O      | Kriegerdenkmal           | | 33698241 |                |

## Moringen

### Gruppe: Kirchhof Moringen
Die Gruppe Kirchhof Moringen hat die ID 33540906.

| Lage                                           | Bezeichnung           | Beschreibung | ID       | Bild           |
| ---------------------------------------------- | --------------------- | --- | -------- | -------------- |
| Am alten Kirchhof 1 51° 42′ 7″ N, 9° 51′ 35″ O | Ev. St. Martinikirche | Die ehemalige Pfarrkirche St. Martini wird seit 1850 nicht mehr kirchlich genutzt. Der romanische Westturm stammt aus dem 12. Jahrhundert, das Langhaus aus der ersten Hälfte des 13. Jahrhunderts und der spätgotische Chorraum aus dem 15. Jahrhundert. Die Seitenschiffe des ursprünglich als Basilika errichteten Langhauses wurden 1730 abgetragen. | 33701656 | Weitere Bilder |
| 51° 42′ 6″ N, 9° 51′ 34″ O                     | Kirchhof              | | 33701680 | BW             |

### Gruppe: Amtshaus und Domäne Moringen
Die Gruppe Amtshaus und Domäne Moringen hat die ID 33540826.

| Lage                                        | Bezeichnung | Beschreibung | ID       | Bild |
| ------------------------------------------- | ----------- | --- | -------- | ---- |
| Amtsfreiheit 51° 41′ 55″ N, 9° 52′ 11″ O    | Mauer       | Nördl. Einfr. d. ehem. Domäne | 33701800 | BW   |
| Amtsfreiheit 6b 51° 41′ 53″ N, 9° 52′ 11″ O | Wohnhaus    | Ehemaliges Vorwerk der mittelalterlichen Burg Moringen unmittelbar vor dem Burggraben, später Amtsvorwerk bzw. Domäne. Straßenflügel erbaut 1737, Ochsenstall und Scheune 1831 bzw. 1834.                   | 33701730 |      |
| Amtsfreiheit 8 51° 41′ 52″ N, 9° 52′ 11″ O  | Amtsgericht | Putzbau mit Eckquaderung unter Walmdach, erbaut 1721 an der Stelle des Wohnturms der mittelalterlichen Burg. 1852 bis 1973 als Gebäude für das Amtsgericht Moringen genutzt, seit 1975 Rathaus              | 33701870 |      |
| Amtsfreiheit 10 51° 41′ 51″ N, 9° 52′ 12″ O | Brauhaus    | Letzter Rest der mittelalterlichen Burg, im 19. Jahrhundert unter Einbeziehung älterer Bauteile nach Norden durch einen Gefängnistrakt mit Fachwerkobergeschoss erweitert, heute Bauamt und Forstverwaltung | 33701893 |      |
| Amtsfreiheit 12 51° 41′ 51″ N, 9° 52′ 14″ O | Wohnhaus    | Ehemaliges Wohnhaus des Gerichtsschreibers. Schlichtes verbrettertes Fachwerkhaus, erbaut in der 2. Hälfte des 18. Jahrhunderts                                                                             | 33701915 |      |

### Gruppe: An der Kirche
Die Gruppe „An der Kirche“ hat die ID: 33540760.

| Lage                                         | Bezeichnung      | Beschreibung | ID       | Bild           |
| -------------------------------------------- | ---------------- | --- | -------- | -------------- |
| Kirchstraße 51° 41′ 54″ N, 9° 52′ 15″ O      | Liebfrauenkirche | 1488 wurde die ehemalige Marienkapelle zur Pfarrkirche erhoben und baulich erweitert. Der Turm aus dem Ende des 15. Jahrhunderts ist erhalten, Kirchenschiff 1847–50 neu errichtet.                                                                       | 33701937 | Weitere Bilder |
| An der Kirche 2 51° 41′ 54″ N, 9° 52′ 13″ O  | Pfarrhaus        | Das Haus wurde in der Zeit um 1700 erbaut und stammt somit aus der Zeit vor dem großen Brand im Jahre 1734. Es ist ein zweigeschossiges Haus mit einem traufständigen Satteldach, das obere Geschoss kragt etwas vor.                                     | 33701962 |                |
| An der Kirche 4 51° 41′ 53″ N, 9° 52′ 14″ O  | Wohnhaus         | | 33702000 |                |
| An der Kirche 6 51° 41′ 53″ N, 9° 52′ 15″ O  | Wohnhaus         | | 33702022 |                |
| An der Kirche 8 51° 41′ 53″ N, 9° 52′ 15″ O  | Wohnhaus         | | 33702040 |                |
| An der Kirche 10 51° 41′ 53″ N, 9° 52′ 16″ O | Wohnhaus         | | 33702062 |                |
| An der Kirche 12 51° 41′ 53″ N, 9° 52′ 16″ O | Wohnhaus         | | 33702084 |                |
| An der Kirche 14 51° 41′ 53″ N, 9° 52′ 17″ O | Wohnhaus         | | 33702106 |                |
| Kirchstraße 4 51° 41′ 54″ N, 9° 52′ 17″ O    | Rathaus          | Zweigeschossiger Bau unter Satteldach mit hohem Giebel mit Vorkragungen, massives Erdgeschoss aus Bruchstein gemauert, darüber ein etwas jüngeres Fachwerkobergeschoss mit reichen Renaissanceverzierungen. Erbaut 1596/97, bis 1862 als Rathaus genutzt. | 33702591 |                |

### Gruppe: Jüdischer Friedhof „Am Hagenberg“
Die Gruppe Jüdischer Friedhof  „Am Hagenberg“ hat die ID 33538075.

| Lage                                 | Bezeichnung        | Beschreibung | ID       | Bild           |
| ------------------------------------ | ------------------ | --- | -------- | -------------- |
| Hagenberg 51° 41′ 34″ N, 9° 53′ 0″ O | Jüdischer Friedhof | Begräbnisplatz der jüdischen Gemeinde Moringen, dieser zugewiesen zwischen 1768 und 1771. Erhalten sind etwa 80 Gräber aus der Zeit seit Beginn des 19. Jahrhunderts. | 33705348 | Weitere Bilder |

### Gruppe: Einbecker Tor
Die Grupe Einbecker Tor hat die ID 33540775.

| Lage                                       | Bezeichnung | Beschreibung                                                                     | ID       | Bild |
| ------------------------------------------ | ----------- | -------------------------------------------------------------------------------- | -------- | ---- |
| Lange Straße 53 51° 42′ 9″ N, 9° 52′ 18″ O | Wachhaus    | Das Torhaus Lange Straße 53 bildet mit dem Torhaus Lange Straße 58 eine Einheit. | 33703621 |      |
| Lange Straße 58 51° 42′ 9″ N, 9° 52′ 19″ O | Wachhaus    | Heute befindet sich hier die KZ-Gedenkstätte Moringen.                           | 33703693 |      |

### Gruppe: Gaswerk Moringen
Die Gruppe Gaswerk Moringen hat die ID 33540789.

| Lage                                        | Bezeichnung        | Beschreibung | ID       | Bild |
| ------------------------------------------- | ------------------ | --- | -------- | ---- |
| Mannenstraße 62 51° 42′ 10″ N, 9° 52′ 39″ O | ehemaliges Gaswerk | Das Gaswerk ist ein 1906 aus Backsteinen errichtetes Bauwerk. Dessen denkmalgeschützter Speicher, der Gasometer Moringen, befindet sich unmittelbar nördlich daneben und ist hier abgebildet mit der horizontalen Galerie für Besucher. Stillgelegt wurde das Gaswerk im Jahre 1978. | 33540789 |      |
| 51° 42′ 10″ N, 9° 52′ 38″ O                 | Gasdruckregler     | | 33704066 |      |

### Gruppe: Bullerdieksche Mühle
Die Gruppe Bullerdieksche Mühle hat die ID 33540813.

| Lage                                        | Bezeichnung          | Beschreibung | ID       | Bild |
| ------------------------------------------- | -------------------- | ------------ | -------- | ---- |
| Zum Opferteich 1 51° 42′ 7″ N, 9° 51′ 41″ O | Bullerdieksche Mühle |              | 33704157 | BW   |
| Zum Opferteich 1 51° 42′ 6″ N, 9° 51′ 41″ O | Scheune              |              | 33704180 |      |

### Einzeldenkmal
| Lage                                                 | Bezeichnung              | Beschreibung | ID       | Bild |
| ---------------------------------------------------- | ------------------------ | --- | -------- | ---- |
| Bahnhofstraße 3 51° 41′ 44″ N, 9° 52′ 16″ O          | Scheune                  | | 3702141  |      |
| Breite Steinstraße 4 51° 42′ 7″ N, 9° 51′ 38″ O      | Wohnhaus                 | | 33702246 | BW   |
| Brauhof 1 51° 41′ 58″ N, 9° 52′ 10″ O                | Wohnhaus                 | | 33702178 |      |
| Einbecker Straße 9 51° 42′ 14″ N, 9° 52′ 19″ O       | Villa                    | Das Haus steht vor dem ehemaligen nördlichen Stadttor und wurde 1897 erbaut. Bauherr war der Sparkassendirektor Sauthoff. Es ist ein zweigeschossiger Ziegelbau. Auffällig ist der kegelförmige Turm an der Nordseite. | 33702362 |      |
| Güterbahnhofstraße 2 51° 41′ 42″ N, 9° 52′ 12″ O     | Wohnhaus                 | Das villenähnliche Gebäude wurde 1894 erbaut. Es ist ein zwei- und dreigeschossiger Bau aus gelben Ziegeln. Die Fassaden sind reich gegliedert. | 33702484 |      |
| Hagenbergstraße 51° 41′ 45″ N, 9° 52′ 37″ O          | Brücke über die Moore    | | 33705374 |      |
| 51° 42′ 2″ N, 9° 52′ 16″ O                           | Straßenbrücke            | | 33702774 |      |
| Lange Straße 1 51° 41′ 57″ N, 9° 52′ 13″ O           | ehemaliger Ratskeller    | Erbaut 1736 nach dem Stadtbrand, 2. Obergeschoss 1824 in Fachwerkbauweise hinzugefügt | 33702793 |      |
| Lange Straße 27 51° 42′ 3″ N, 9° 52′ 15″ O           | Wohnhaus                 | Es ist das ehemalige Gutshaus von Münchhausen. | 33703184 |      |
| Lange Straße 32 51° 42′ 3″ N, 9° 52′ 17″ O           | ehemaliges Waisenhaus    | Erbaut 1738–45 als Waisenhaus, ab 1818 unter anderem als Korrektionsanstalt, Polizeigefängnis, Werkhaus genutzt, von 1933 bis 1945 KZ Moringen, seit 1956 Umwandlung in ein Landeskrankenhaus und heute MRVZN Moringen | 33703254 |      |
| Lange Straße 32 51° 42′ 4″ N, 9° 52′ 20″ O           | Kapelle                  | Die ehemalige Kapelle wurde 1880 erbaut. Heute ist sie Teil des Niedersächsischen Landeskrankenhauses. | 33703276 |      |
| Lutterbecker Straße 4 51° 42′ 11″ N, 9° 52′ 15″ O    | Wohnhaus                 | | 33703717 |      |
| Mannenstraße 2 51° 41′ 50″ N, 9° 52′ 17″ O           | Wohnhaus                 | | 33703754 |      |
| Mannenstraße 4 51° 41′ 51″ N, 9° 52′ 18″ O           | Wohnhaus                 | | 33703791 |      |
| Mittelstraße 1 51° 42′ 6″ N, 9° 51′ 50″ O            | Wohnhaus                 | | 33704217 |      |
| Mittelstraße 7 51° 42′ 8″ N, 9° 51′ 44″ O            | Wohnhaus                 | | 33704236 | BW   |
| Mühlenstraße 1 51° 42′ 6″ N, 9° 51′ 52″ O            | Wohn-/Wirtschaftsgebäude | | 33704255 |      |
| Neuemarktstraße 1 51° 41′ 58″ N, 9° 52′ 3″ O         | Wohnhaus                 | | 33704316 |      |
| Neue Straße 9 51° 41′ 56″ N, 9° 52′ 9″ O             | Wohn-/Geschäftshaus      | | 33704449 |      |
| Schneehof 1 51° 41′ 59″ N, 9° 52′ 11″ O              | Synagoge                 | Erbaut wurde die Synagoge von 1837 bis 1838 als Landsynagoge in Fachwerkbauweise. Es ist ein zweigeschossiger Fachwerkbau mit einem Satteldach. Seit der Zeit des Nationalsozialismus wurde die Synagoge baulich stark verändert. Ursprünglich war es ein Saalbau mit hohen Rundbogenfenstern, die heute nicht mehr existieren. | 33704650 |      |
| Waldweg 4 51° 41′ 57″ N, 9° 52′ 2″ O                 | Wohnhaus                 | | 33704927 | BW   |
| Von-Münchhausen-Straße 5 51° 42′ 2″ N, 9° 52′ 4″ O   | Wohnhaus                 | | 33704750 |      |
| Von-Münchhausen-Straße 23 51° 42′ 6″ N, 9° 51′ 57″ O | Wohnhaus                 | | 33704769 | BW   |
| Waisenmauer 51° 42′ 4″ N, 9° 52′ 22″ O               | Waisenmauer              | | 39153915 | BW   |
| Vorwerk Holtensen 3 51° 40′ 55″ N, 9° 53′ 31″ O      | Nördliche Scheune        | | 33704828 | BW   |
| Vorwerk Holtensen 3 51° 40′ 53″ N, 9° 53′ 33″ O      | Nördliche Scheune        | | 33704807 | BW   |

## Nienhagen

### Einzelbaudenkmale
| Lage                                    | Bezeichnung          | Beschreibung                                           | ID       | Bild           |
| --------------------------------------- | -------------------- | ------------------------------------------------------ | -------- | -------------- |
| Zur Kapelle 51° 42′ 24″ N, 9° 49′ 24″ O | Kapelle St. Johannis | Rechteckiger turmartiger Bruchsteinbau, erbaut um 1300 | 33698584 | Weitere Bilder |

## Oldenrode

### Gruppe: Weperstr. 17
Die Gruppe „Weperstr. 17“ hat die ID 33540686.

| Lage                                       | Bezeichnung | Beschreibung                                                | ID       | Bild |
| ------------------------------------------ | ----------- | ----------------------------------------------------------- | -------- | ---- |
| Weperstraße 17 51° 43′ 17″ N, 9° 48′ 53″ O | Wohnhaus    | Das Fachwerkhaus stammt aus der Mitte des 19. Jahrhunderts. | 33698653 |      |
| Weperstraße 17 51° 43′ 17″ N, 9° 48′ 53″ O | Stall       |                                                             | 33698675 |      |

### Einzeldenkmale
| Lage                                    | Bezeichnung          | Beschreibung | ID       | Bild           |
| --------------------------------------- | -------------------- | --- | -------- | -------------- |
| Weperstraße 51° 43′ 18″ N, 9° 48′ 58″ O | Kapelle St. Nikolaus | Die Kapelle St. Nikolaus ist ein rechteckiger, turmartiger Bruchsteinbau. Erbaut wurde die Kapelle um 1300. Der Grundriss beträgt 7,41 Meter mal 15,50 Meter. Die neugotische Fenstereinbauten wurden nach Plänen von C. W. Hase in den Jahren 1899/1900 eingebaut, dadurch wurde der Charakter einer Wehrkirche abgemildert. Das untere Geschoss, das Kapellengeschoss hat eine Kreuzgratdecke. Über diesen Geschoss befanden sich ursprünglich zwei Geschosse, die Balkendecke zwischen diesen Geschossen ist heute entfernt. Oben am Westgiebel befindet sich ein Steinkreuz, dahinter wurde ein spitzer Dachreiter bei dem Umbau 1899/1990 aufgesetzt. | 33698694 | Weitere Bilder |

## Thüdinghausen

### Gruppe: Brunnenweg 1
Die Baudenkmalgruppe hat die ID 33540699.

| Lage                                    | Bezeichnung              | Beschreibung | ID       | Bild |
| --------------------------------------- | ------------------------ | ------------ | -------- | ---- |
| Brunnenweg 1 51° 40′ 1″ N, 9° 51′ 54″ O | Wohn-/Wirtschaftsgebäude |              | 33540699 | BW   |

### Gruppe: Kirchhof Thüdinghausen
Die Gruppe Kirchhof Thüdinghausen had die ID 33540893.

| Lage                                  | Bezeichnung | Beschreibung | ID       | Bild           |
| ------------------------------------- | ----------- | --- | -------- | -------------- |
| Kapellenweg 51° 40′ 4″ N, 9° 52′ 3″ O | Kirche      | Die Kapelle ist eine schlichte Fachwerkkapelle aus dem Jahr 1782. Der neoromanischem Sandsteinquaderturm vor dem Westgiebel stammt aus dem Jahr 1888. Davor standen hier, die erste wurde nach Schäden im Dreißigjährigen Krieg abgebrochen, der Nachfolgebau brannte 1777 ab. An beiden Längsseiten des Saalbaues befinden sich vier hohe Stichbogenfenster. | 33698854 | Weitere Bilder |
| Kapellenweg 51° 40′ 4″ N, 9° 52′ 2″ O | Kirchhof    | | 33698877 |                |

### Einzeldenkmale
| Lage                                                | Bezeichnung              | Beschreibung | ID       | Bild |
| --------------------------------------------------- | ------------------------ | ------------ | -------- | ---- |
| Brunnenweg 5 51° 40′ 3″ N, 9° 51′ 54″ O             | Wohn-/Wirtschaftsgebäude |              | 33698818 |      |
| Langensalzastraße 1 51° 40′ 2″ N, 9° 52′ 6″ O       | Wohnhaus                 |              | 33698950 |      |
| Thüdinghausener Straße 2 51° 40′ 5″ N, 9° 52′ 4″ O  | Wohnhaus                 |              | 33699050 | BW   |
| Thüdinghausener Straße 14 51° 40′ 3″ N, 9° 52′ 0″ O | Wohnhaus                 |              | 33699235 | BW   |
| Thüdinghausener Straße 33 51° 40′ 0″ N, 9° 52′ 6″ O | Wohn-/Wirtschaftsgebäude |              | 33699450 |      |

## Ehemalige Baudenkmale
| Lage                                                  | Bezeichnung | Beschreibung                                        | ID | Bild                                                                                              |
| ----------------------------------------------------- | ----------- | --------------------------------------------------- | -- | ------------------------------------------------------------------------------------------------- |
| Moringen Bahnhofstraße 1a 52° 41′ 47″ N, 9° 52′ 17″ O | Schäferei   | Die ehemalige Schäferei wurde im Jahre 1733 erbaut. |    | [[Vorlage:Bilderwunsch/code!/C:52.696287,9.871349!/D:Moringen Bahnhofstraße 1a, Schäferei!/\|BW]] |